# St. Maria Rosenkranzkönigin (Vieselbach)

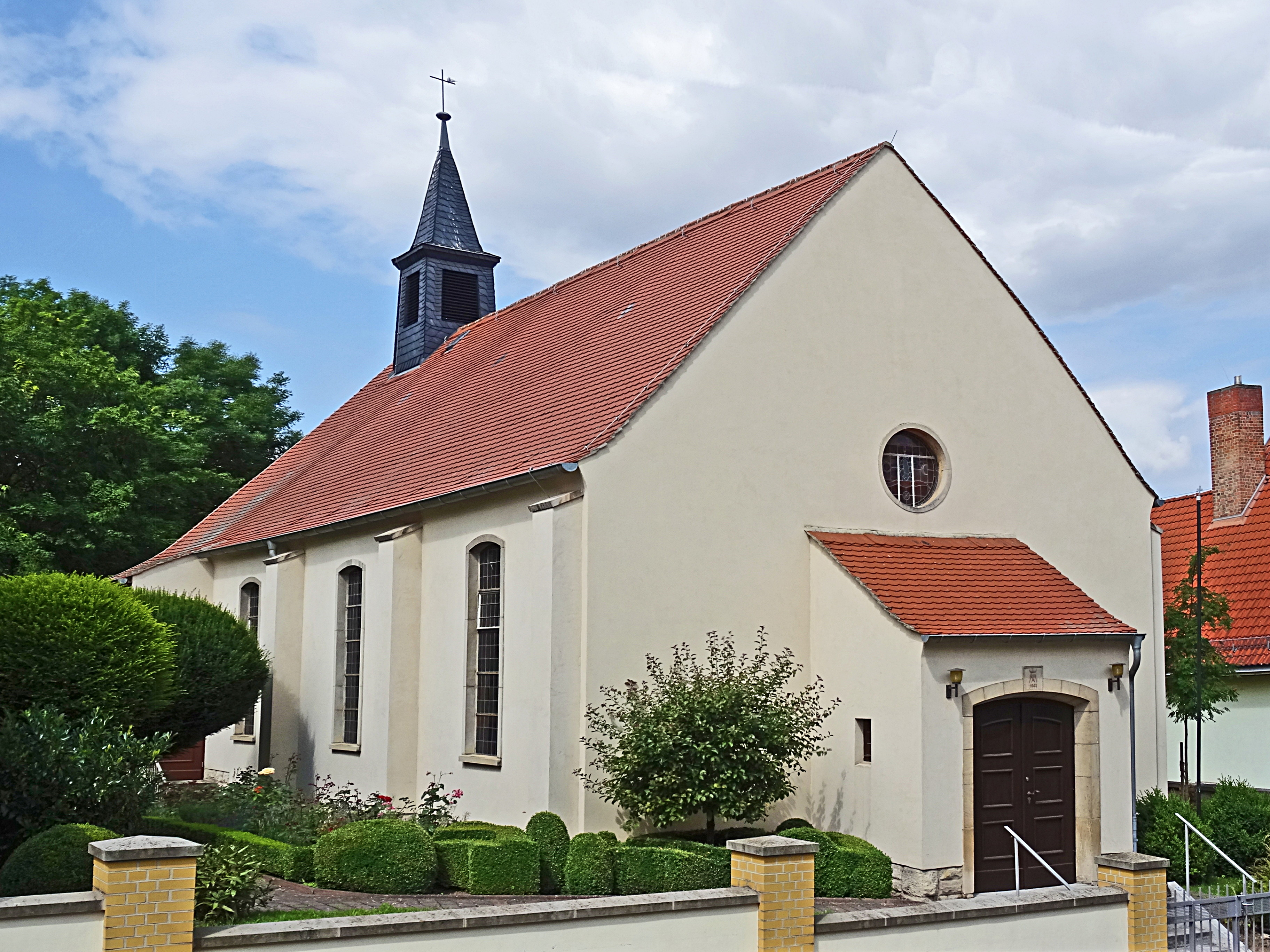
Römisch-Katholische Kirche St. Maria Rosenkranzkönigin in Vieselbach

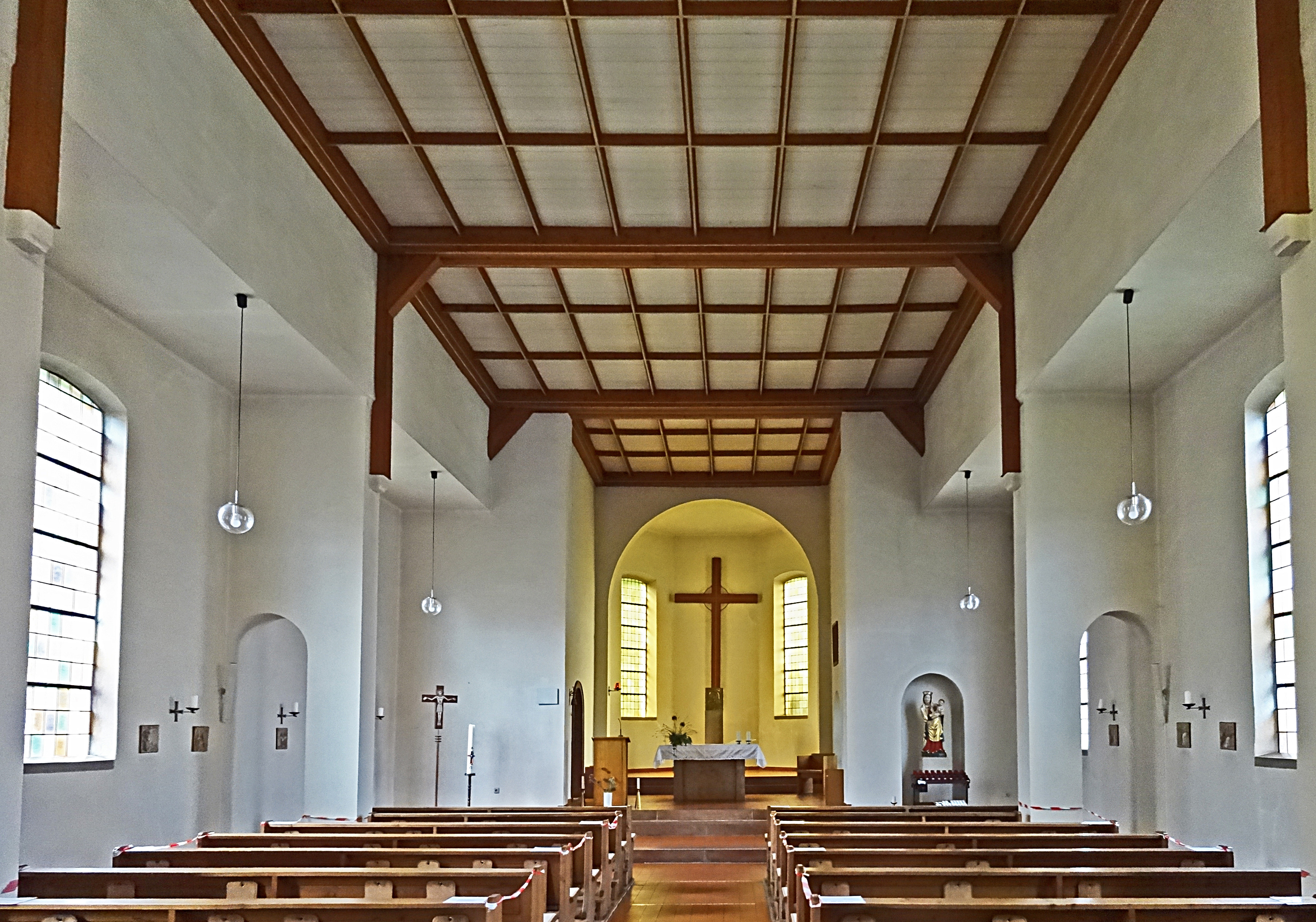
Innenansicht

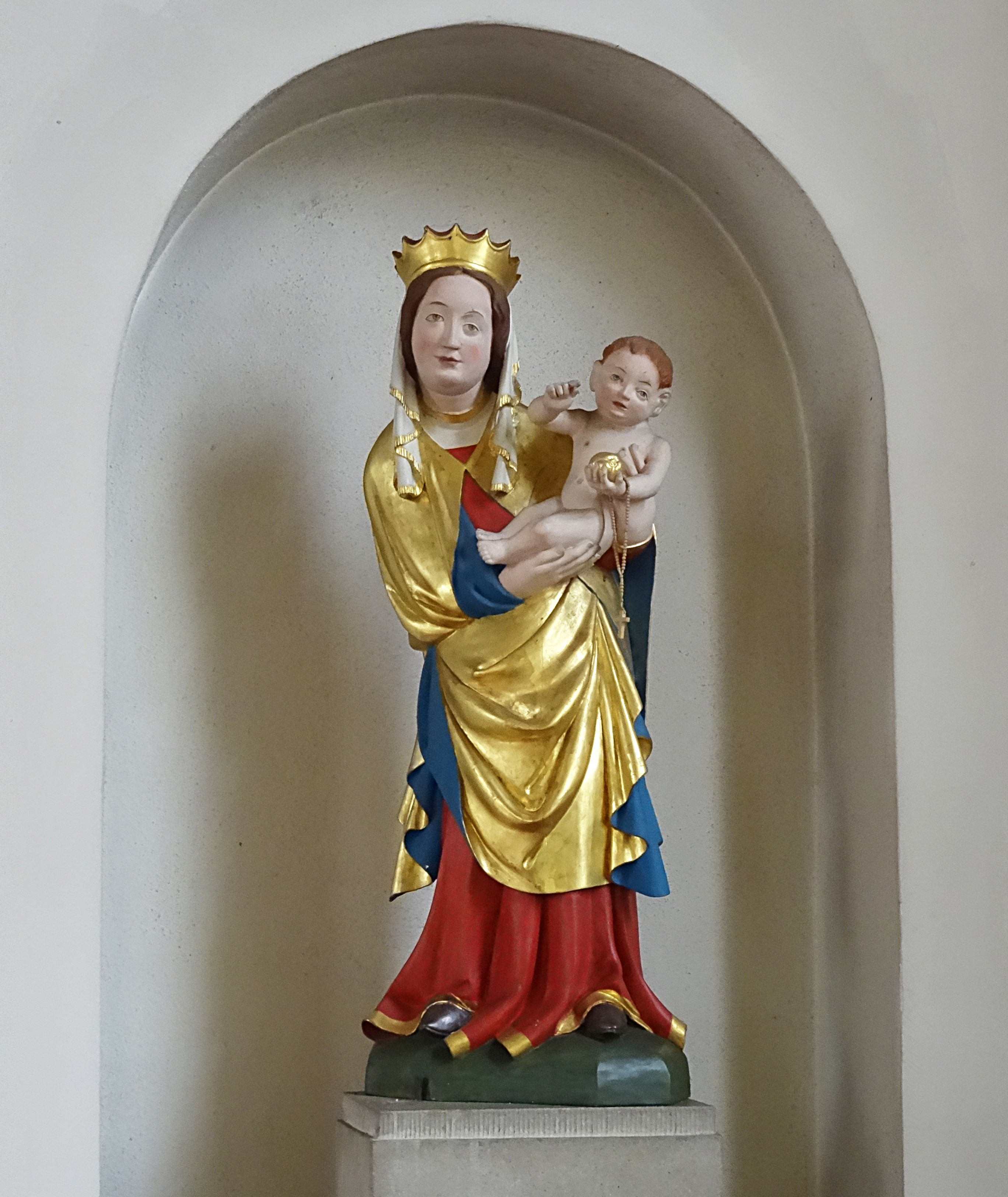
Marienstatue

Die römisch-katholische Filialkirche St. Maria Rosenkranzkönigin steht im Stadtteil Vieselbach der thüringischen Landeshauptstadt Erfurt.
Sie ist Filialkirche der Pfarrei St. Nikolaus Erfurt-Melchendorf im Dekanat Erfurt des Bistums Erfurt und trägt das Patrozinium Maria Rosenkranzkönigin.

## Geschichte
Nach dem Zweiten Weltkrieg stieg die Zahl der Gemeindemitglieder in Folge der Flucht und Vertreibung Deutscher aus Mittel- und Osteuropa stark an, zum Einzugsgebiet gehörten damals 20 Dörfer. 1946 wurde unter Mithilfe von Gemeindemitgliedern mit dem Bau einer eigenen Kirche begonnen, bis dahin wurde die evangelische Heiligkreuzkirche für Gottesdienste genutzt. Am 7. Oktober 1953 konnte die nach Plänen des Architekten Dr. Fleckner aus Erfurt erbaute Kirche durch Weihbischof Joseph Freusberg geweiht werden. Das Pfarrhaus konnte 1955 gekauft werden. Ab 1981 gehörte die Gemeinde zur Pfarrei St. Georg Erfurt, Daberstedt. 1995 bis 1997 wurde die Kirche renoviert und am 19. Oktober 1997 weihte Bischof Joachim Wanke den neuen Altar. Seit 2008 gehört die Gemeinde zur Pfarrei St. Nikolaus Melchendorf.

## Seelsorger
Die Reihe der katholischen Priester von Arnstadt lautet:
- Edgar Natsch, 1946–1951
- Heinrich Siebert, 1951–1959
- Georg Steinberg, 1959–1961
- Wilhelm Zylka, 1961–1981
- Ernst Eckardt, 1981–1999
- Robert Henning, 1999–2008
- Arno Althaus, 2008–2012
- Wolfgang Hunold, seit 2012